# Centaurea triniifolia
Centaurea triniifolia — вид квіткових рослин родини айстрових (Asteraceae). Ареал: Румунія, Сербія, Косово, Північна Македонія, Албанія, північна Греція.